# لورا آلن
 لورا آلن (انگلیسی: Laura Allen؛ زادهٔ ۲۱ مارس ۱۹۷۴) یک هنرپیشه، و بازیگر سینما اهل ایالات متحده آمریکا است.
وی از سال ۲۰۰۰ میلادی تاکنون مشغول فعالیت بوده‌است.
از فیلم‌ها یا برنامه‌های تلویزیونی که وی در آن نقش داشته است می‌توان به ۴۴۰۰ اشاره کرد.